# 0 أي. دي. (لعبة فيديو)
0 أي. دي. (بالإنجليزية: 0 A. D.)‏ هي لعبة فيديو حرة ومفتوحة المصدر، إستراتيجية، تُطَور من طرف ويلدفاير غيمز، هذه اللعبة متعددة المنصات، تتواجد على أنظمة الويندوز، ماك أو إس، فري بي إس دي، لينكس وأوبن بي إس دي، يُهدف إلى أن تكون حرة ومفتوحة المصدر، تحت استخدام رخصة جنو العمومية لمحرك اللعبة، ورخصة المشاع الإبداعي لرسوم اللعبة.

## وضع اللعب
0 أي. دي. تتميز بالإستراتيجية في الوقت الحقيقي وبناء المكونات الأساسية، تطوير الاقتصاد، تدريب الجيش، القتال، والبحث عن التكنولوجيا، وتشمل اللعبة وحدات متعددة ومباني محددة لكل حضارة وكذلك الوحدات الأرضية والبحرية.
خلال المباراة، لا يعمل اللاعب من خلال الوقت، ولكن من مرحلة القرية على مرحلة المدينة إلى مرحلة المدينة الكبيرة. والمراحل تمثل أحجام المستوطنات في التاريخ، وكل مرحلة تفتح وحدات جديدة والمباني والتكنولوجيات.

### التعديلات
اللعبة تتميز بوضع اللاعب الوحيد ووضع لاعبين متعددين. في كلاهما، يستطيع اللاعبون الاختيار بين إنشاء الحاسوب خريطة عشوائية، سيناريوهات مصنوعة يدويا، أو الخرائط المقطوعة على شكل هجين.
وضع متعدد اللاعبين يتم تنفيذها بواسطة بروتوكول ند لندبدون خادم مركزي، ومع ذلك فهو موجود، إذا أردت استكشاف لاعبين آخرين أو إعدادات اللعبة، اللاعبون يستطيعون دائما تجاوز الإنتظار والإتصال بشكل مباشرة مع بعضهم البعض باستخدام عنوان آي بي، وعندما يتصل اللاعبون مع بعضهم البعض، يكون حاسوب واحد هو المضيف، المضيف يجمع الأوامر من كل اللاعبين ويوزعها. إرسال فقط أوامر اللاعبين يقلل من كمية البيانات التي يجب إرسالها، مما يقلل التأخير بسبب بُطئ الاتصالات بالشبكة. ومع ذلك، فإن على اللاعبين حساب سرعة اتصالهم بالشبكة حسب الدول والأوامر المرسلة، مما يعني أنه قد تكون اللعبة سريعة وفي الحاسوب الضعيف يمكن للعبة التعامل معه.

### الحضارات
0 أي. دي. تسمح للاعب بالسيطرة على أي من ثلاثة عشر الحضارات القديمة، تنتمي للعصور القديمة، والتي تم تمثيلها وهي في أوجها.
- الآثينيّون
- البرطميّون
- القرطاجيّون
- الغاليون
- الإيبريون
- الكوشيون
- المقدونيون
- الماوريون
- الأخمنيّون
- البلطميّون
- الرّومانيون
- السّلوقيون
- الإسبرطيون

## التطوير
فكرة 0 أي. دي. بدأت في نواحي سنة 2000، في البداية، كان مجرد مشروع معدل يمكنه الاستفادة من محرك لعبة إيج أوف إمباير.
ومع ذلك، امتاز المدونون المختلفون بخرق القيود المفروضة على استخدام محرك مغلقة المصدر، لذلك قرروا التعاون وبدأ اللعبة من الصفر.
بين السنتين 2002 و2009، تم تطوير اللعبة بشكل مغلق، فقط الأشخاص الذين تم قبلوهم هم من تمكنوا من الوصول إلى الكود المصدري. خلال ذلك الوقت، تم تجديد الكثير من العمل الفني، ولكن كان من الصعب العثور على المبرمجين لنموذج مغلقة المصدر. في عام 2009، قيم الفريق عملية التطوير، واختاروا نموذج التطوير مفتوح المصدر، وقت قصير بعد الكود مفتوح المصدر، بدأ الفريق في إصدار تحديثات للعبة.
منذ جعل اللعبة مفتوحة المصدر، وقد شهدت كمية كبيرة من المساهمين، ولا تزال تحت تطوير كبيرة.
0 أي. دي. في الأصل بدأت كفكرة لإنشاء مود لإيج أوف إمبايرز 2، في يونيو 2001، مع قدرات تصميم محدودة، محاولين إنشاء لعبة مستقلة على نفس الفكرة، كانت اللعبة في التطوير منذ 2000، لكن العمل الحقيقي لم يبدأ حتى سنة 2003.
في نونبر 2008، أكد المطورين أنهم سيطلقون اللعبة قريبا كمشروع مفتوح المصدر. وفي يوليوز 2008، أطلقت ويلدفاير غيمز لعبة 0 أي. دي. تحت رخصة جي أن ال +2، وجعل المحتوى الفني كالرسومات والأصوات... الخ متاحة تحت رخصة المشاع الإبداعي
كان هناك حوالي عشرة إلى خمسة عشر شخصا يعملون على اللعبة، في حوالي 23 مارس 2010، ولكن منذ تطور اللعبة بدأ أكثر من 100 شخص يساهم في اللعبة.
في 5 سبتمبر 2013، وبدأت حملة تمويل مع هدف بقيمة 160,000 دولار أمريكي، وتمكنوا من جمع 33.251 دولار أمريكي لتأجير المبرمجين.
وتدير غالبية الشؤون المالية منظمة البرمجيات في المصلحة العامة.
لكن، لايوجد تاريخ إصدار رسمي للإصدار النهائي.

### محرك اللعبة

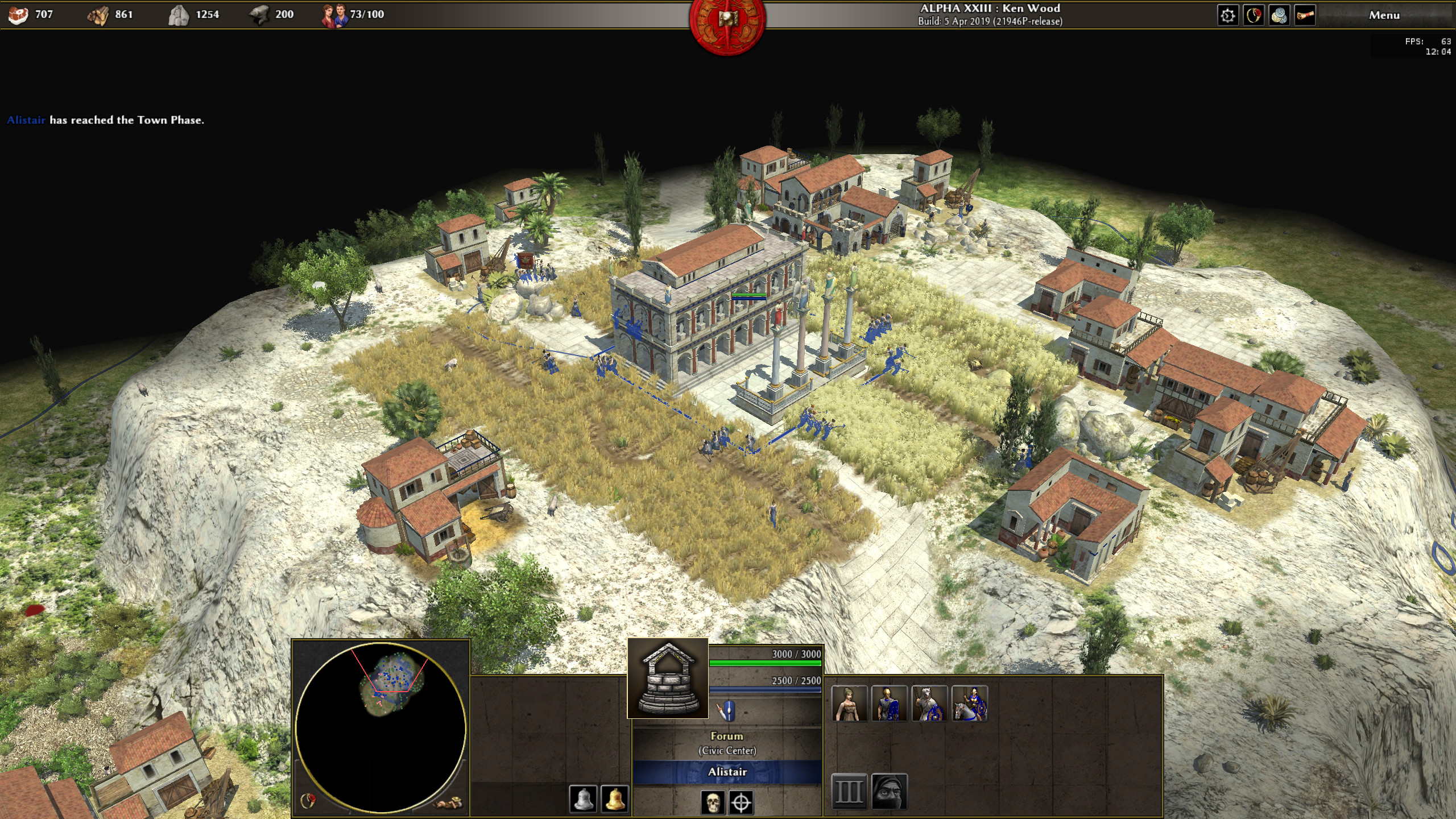
بلدة رومانية (ألفا 23)

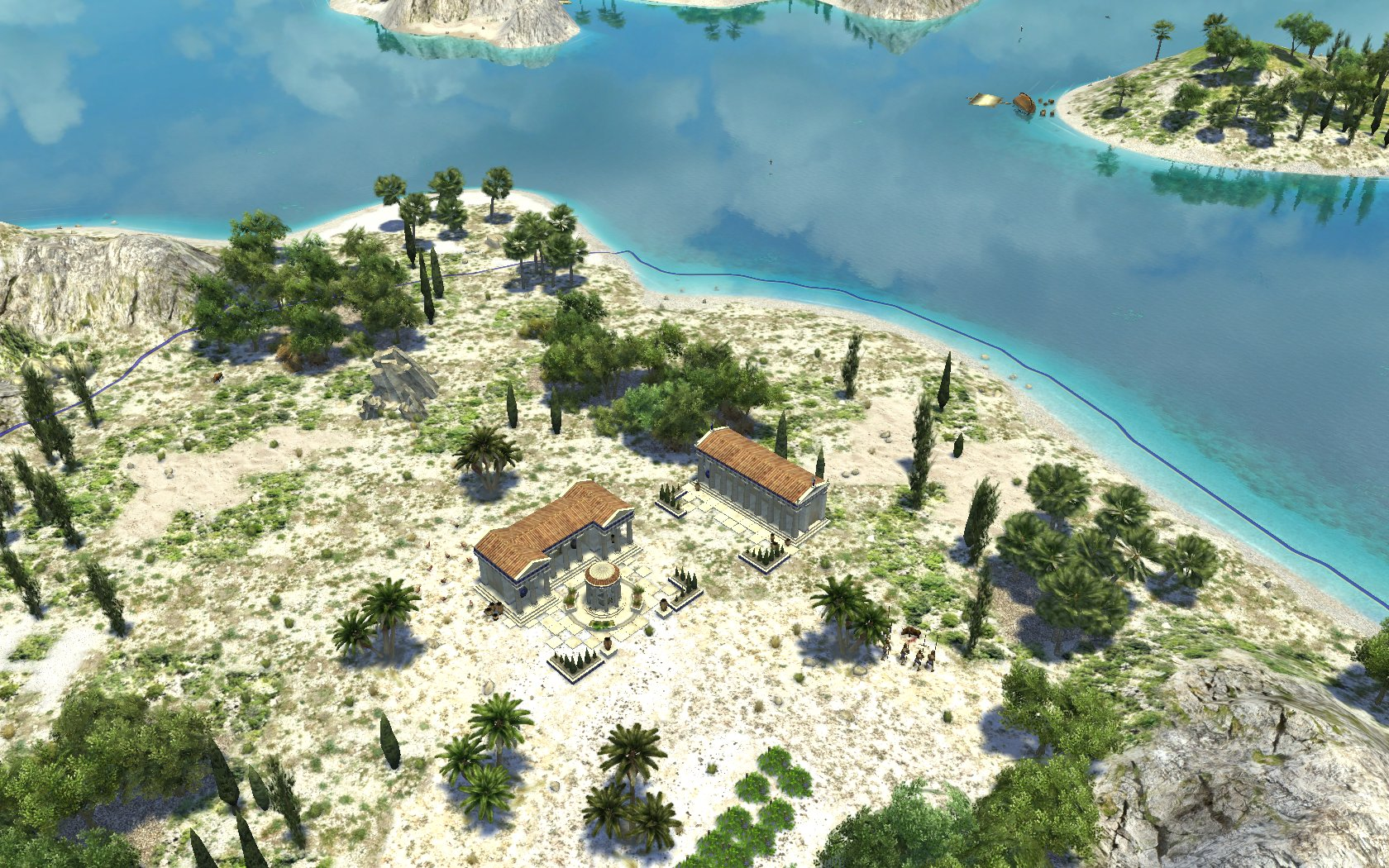
خريطة جزيرة أرخبيلاغو سيكلاديك

بيروجينسيس (بالإنجليزية: Pyrogenesis)‏ (باليونانية، pyr تعني النار، genesis تعني الأصل، البداية)، هو اسم محرك ألعاب 0 أي. دي. وهو حالياً قيد التطوير، كان أصلا اسمه بروميثيوس (بالإنجليزية: Prometheus)‏، بعد الطابع الأسطوري اليوناني الذي سرق النار من الآلهة، لاستخدام البشرية. تم تغيير هذا الاسم في عام 2004، بعد ما أعلن فريق آخر للتطوير عن استخدام اسم بيروجينسيس للعبة أخرى.
كتب بيروجينسيس بلغة سي بلس بلس، واستخدام محرك موزيلا، سبايدر مونكي لجافا سكريبت، كما أنها تستخدم مجموعة من المكتبات مفتوحة المصدر كأوبن جي إل، أوبن أي إل، بوست، إس دي ال، ڤربس ووكس ويدجيتز، ويدعم أيضا صيغة البيانات الفتوحة كولادا، إكس ام ال وجسون. إنه ثلاثي المنصات، يدعم ويندوز، أو إس إكس ولينكس.

## رأي اللاعبين في اللعبة
0 أي.دي تم التصويت على أنها من "أفضل 100 لعبة مستقلة معدلة قادمة هندية" في سنة 2008 من طرف مود دي بي
، وفي 2009 تم التصويت على أنها من «أفضل 100 لعبة مستقلة معدلة قادمة» مجددا، وكذلك فازت بمكان في اختيار اللاعبين للألعاب القادمة في «لعبة السنة».
في 2010، فازت 0 أي. دي. بمكان مشرف في اختيار اللاعبين لأفضل لعبة مستقلة معدلة قادمة في السنة، وأتى المركز الثاني في المنافسة لسنة 2012.
0 أي. دي. تلقت عموما ردود إيجابية، ولقد تم التصويت عليها في سورس فورج كمشروع لشهر يونيو 2012، وتم التصويت عليها في أسئلة لينكس.أورج «اللعبة مفتوحة المصدر لسنة 2013»، بين عامي 2010 ومايو 2017 تم تحميل اللعبة من سورس فورج أكثر من 1.3 مليون مرة

## معرض صور

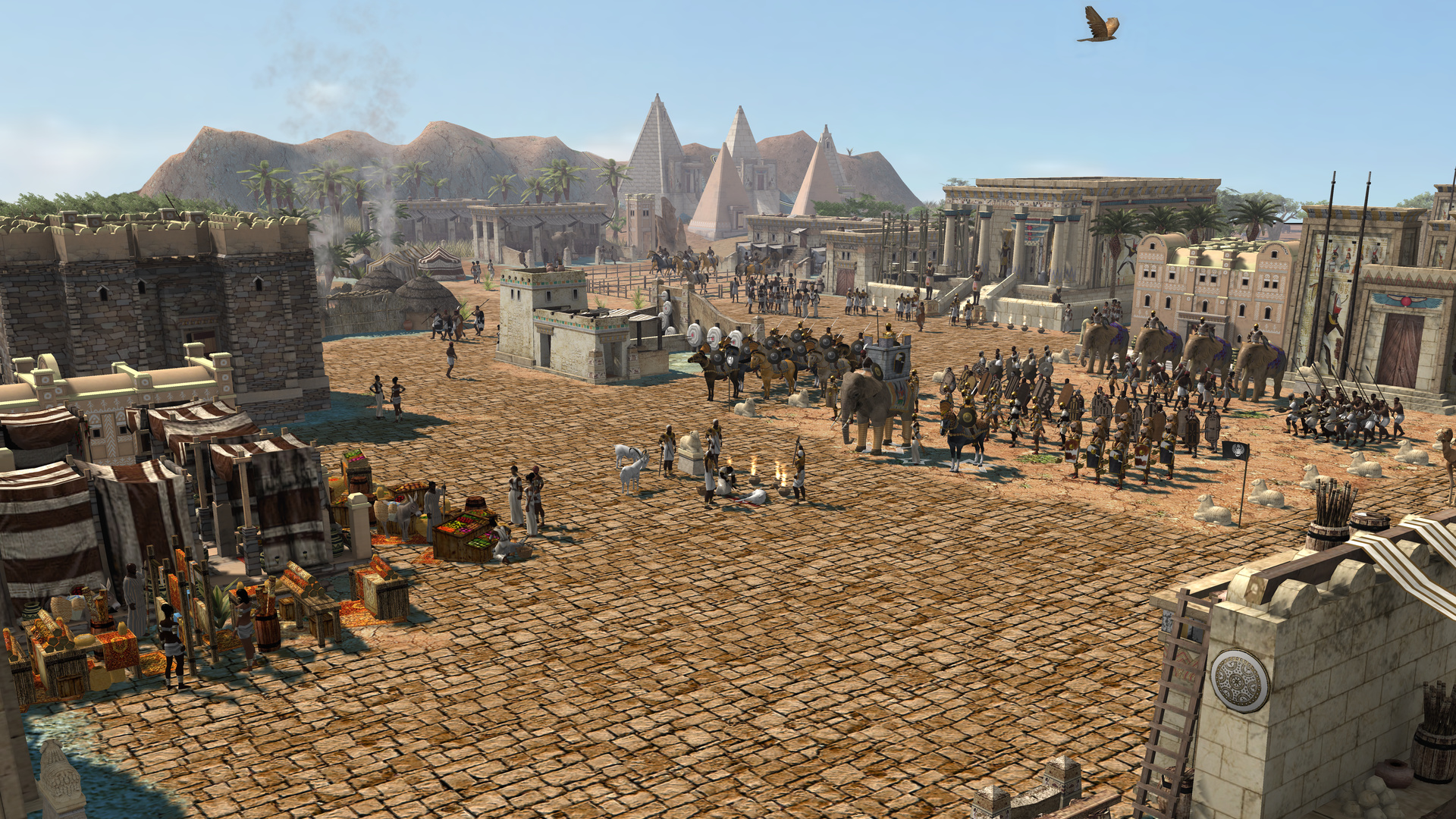
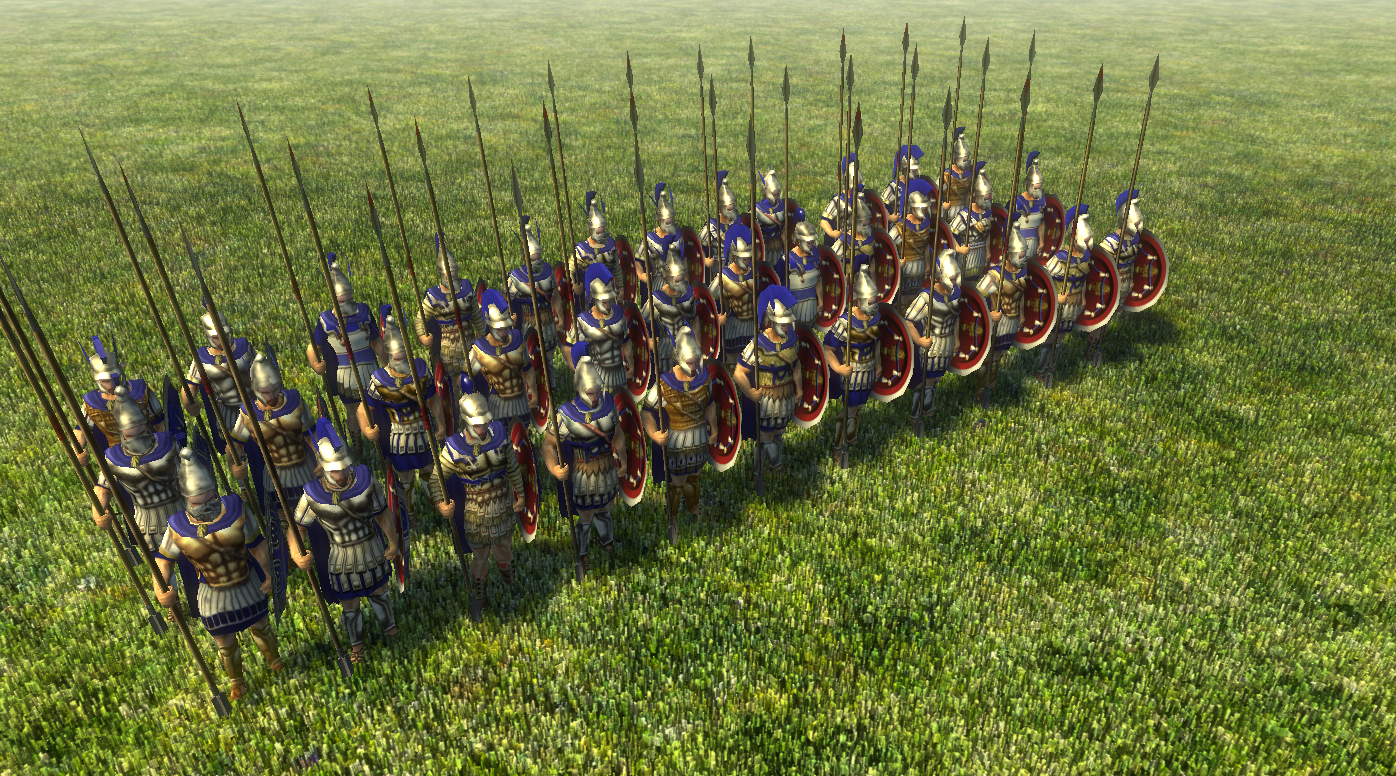
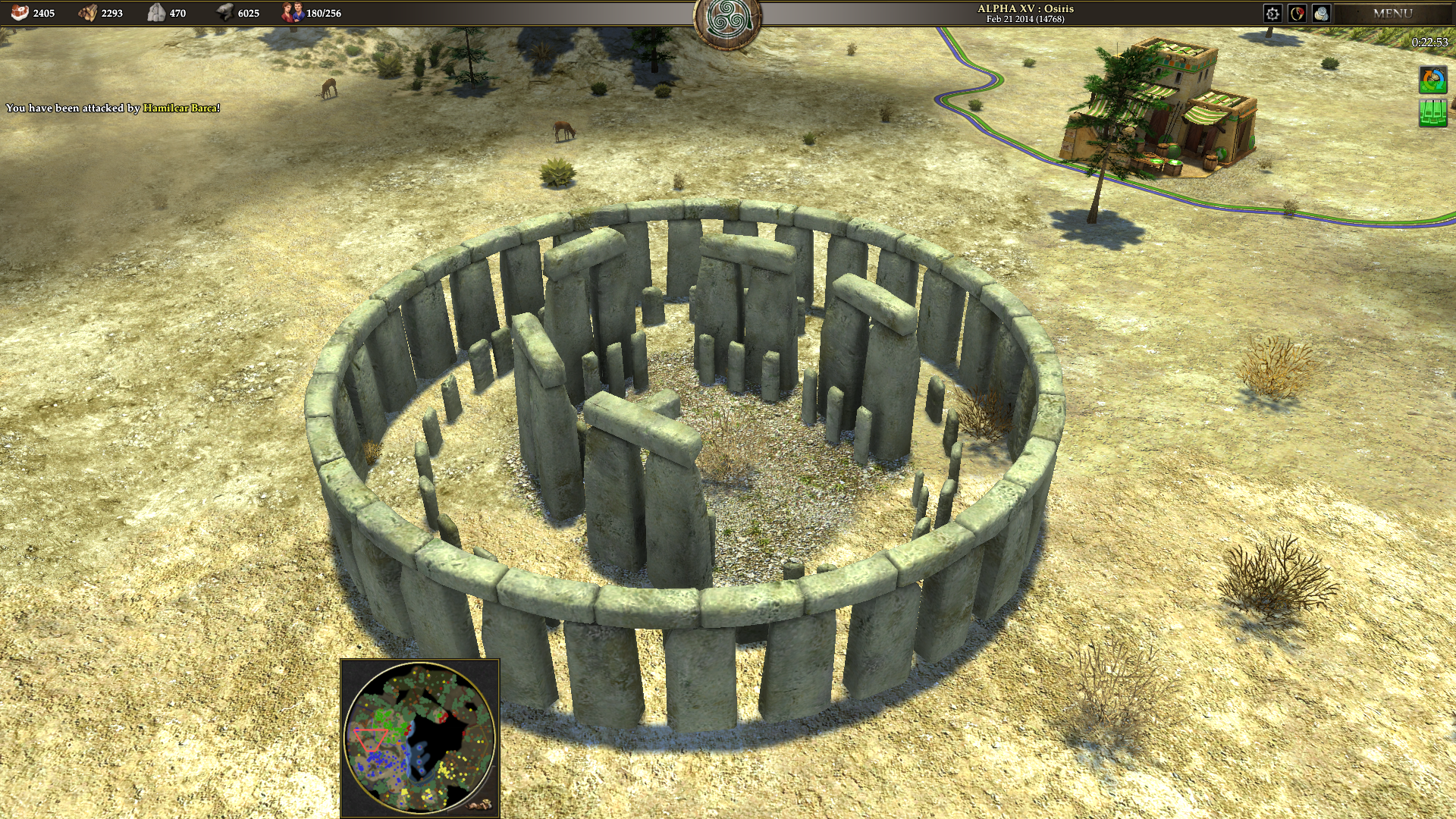
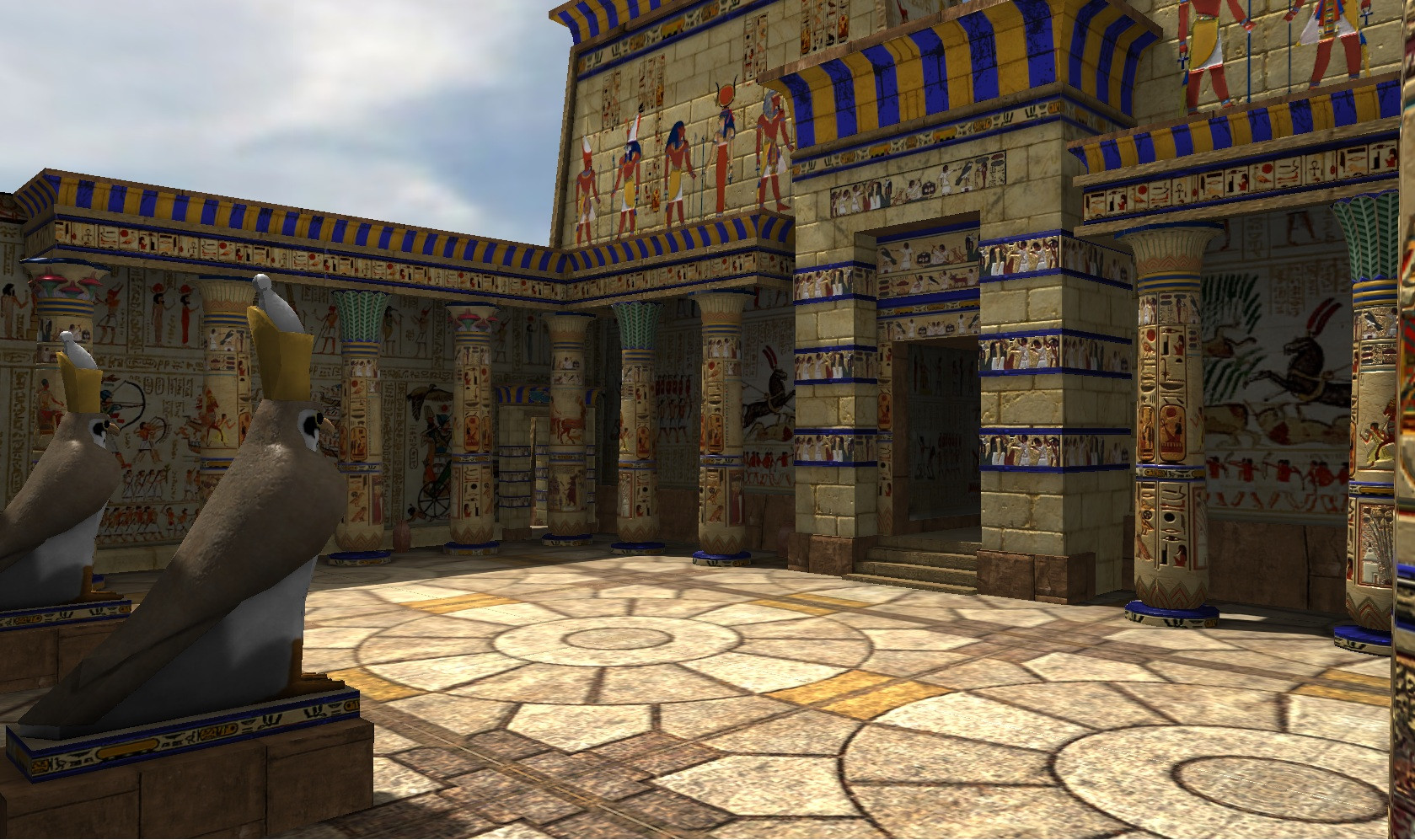
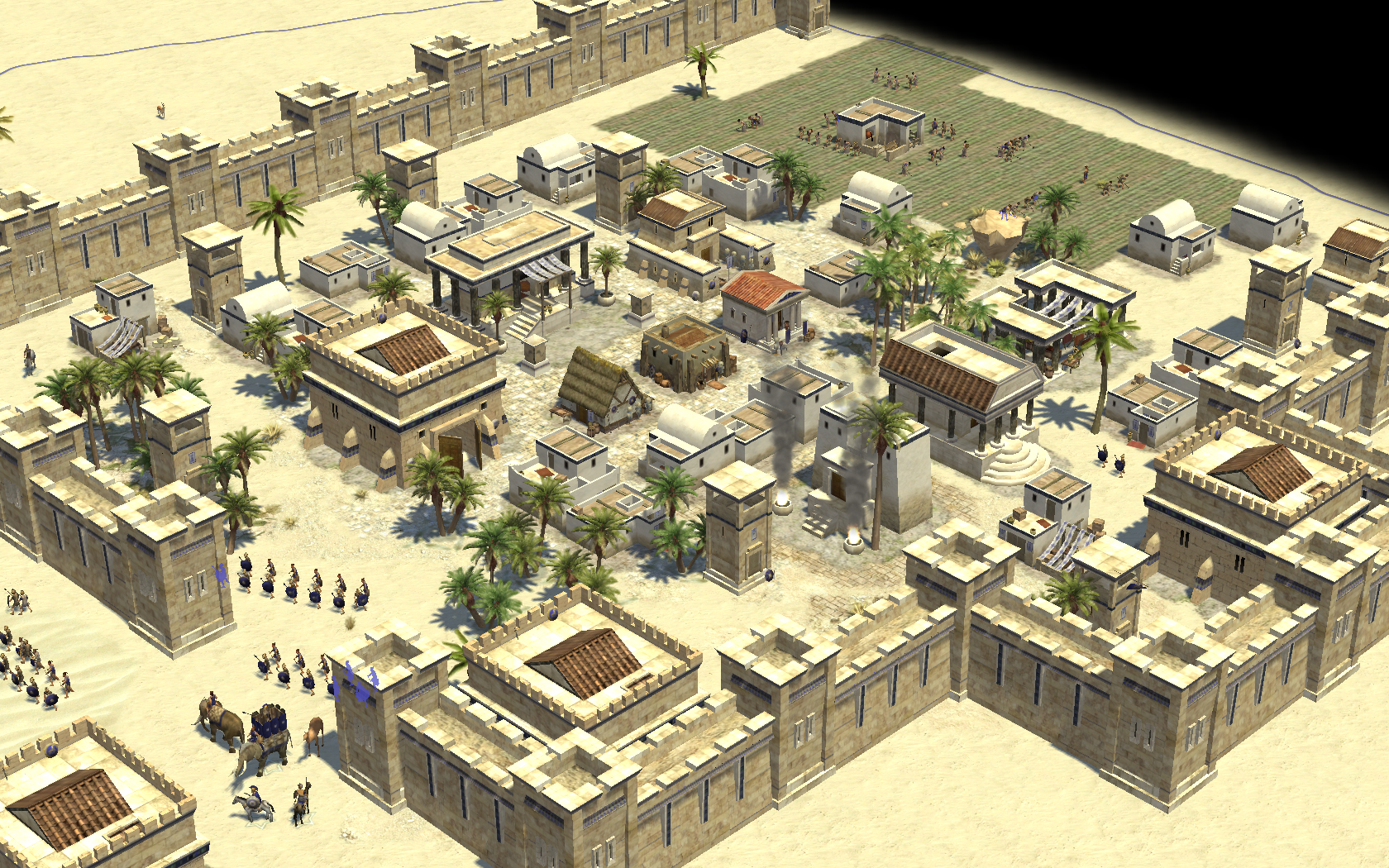
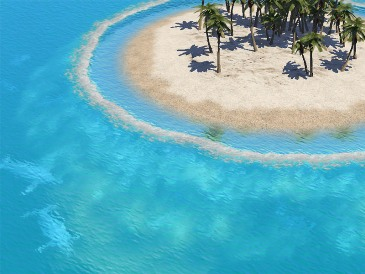
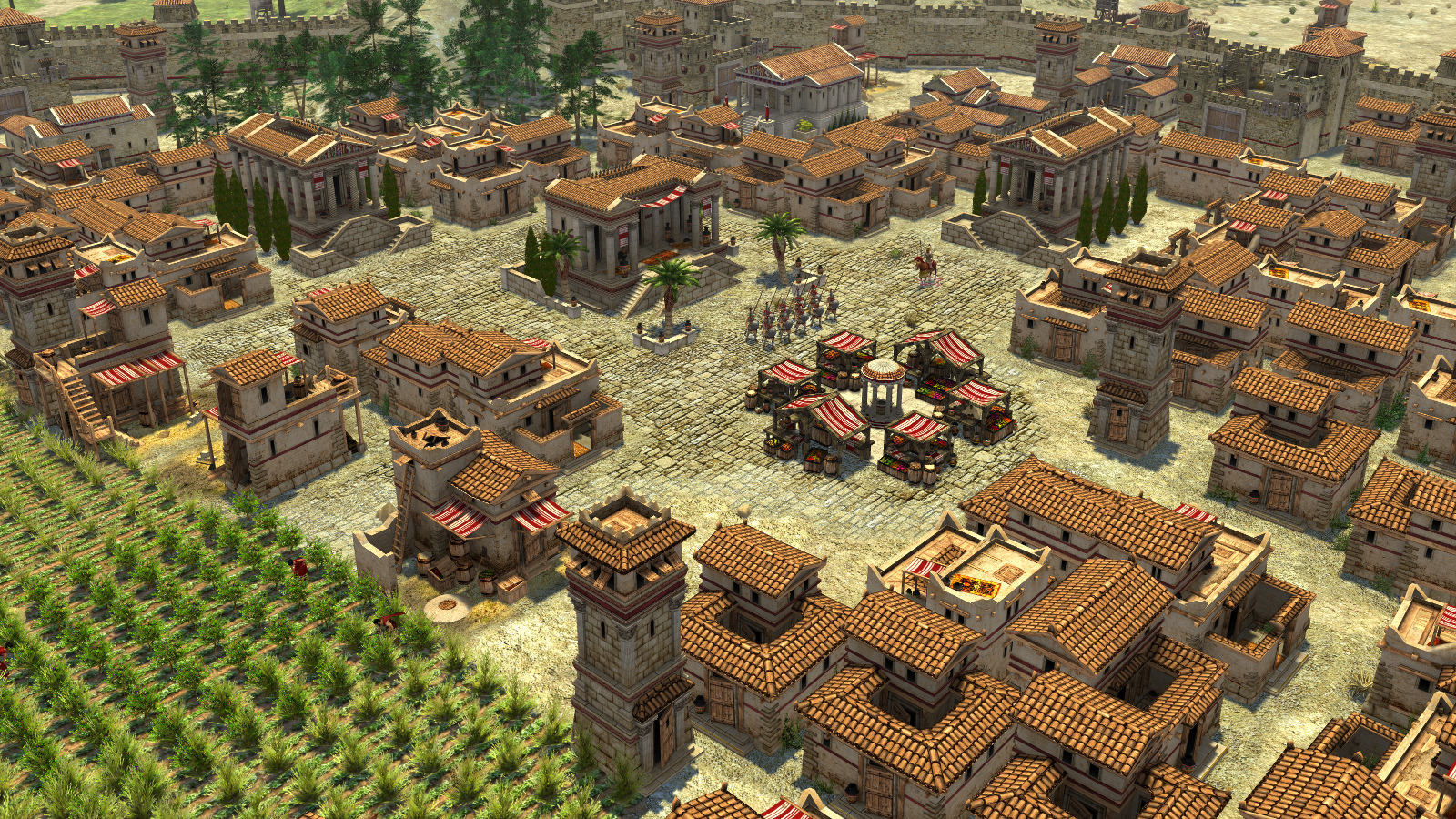
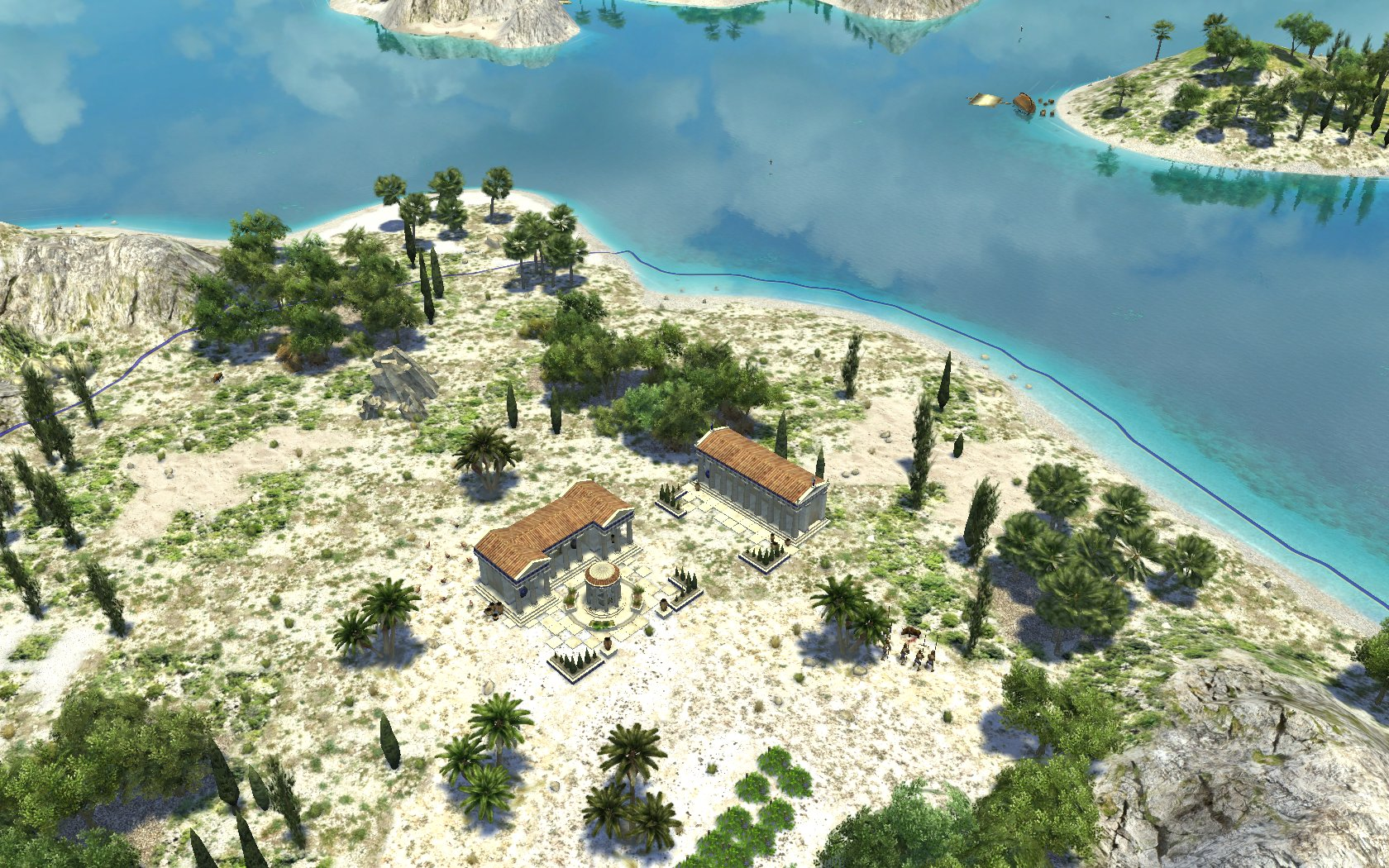
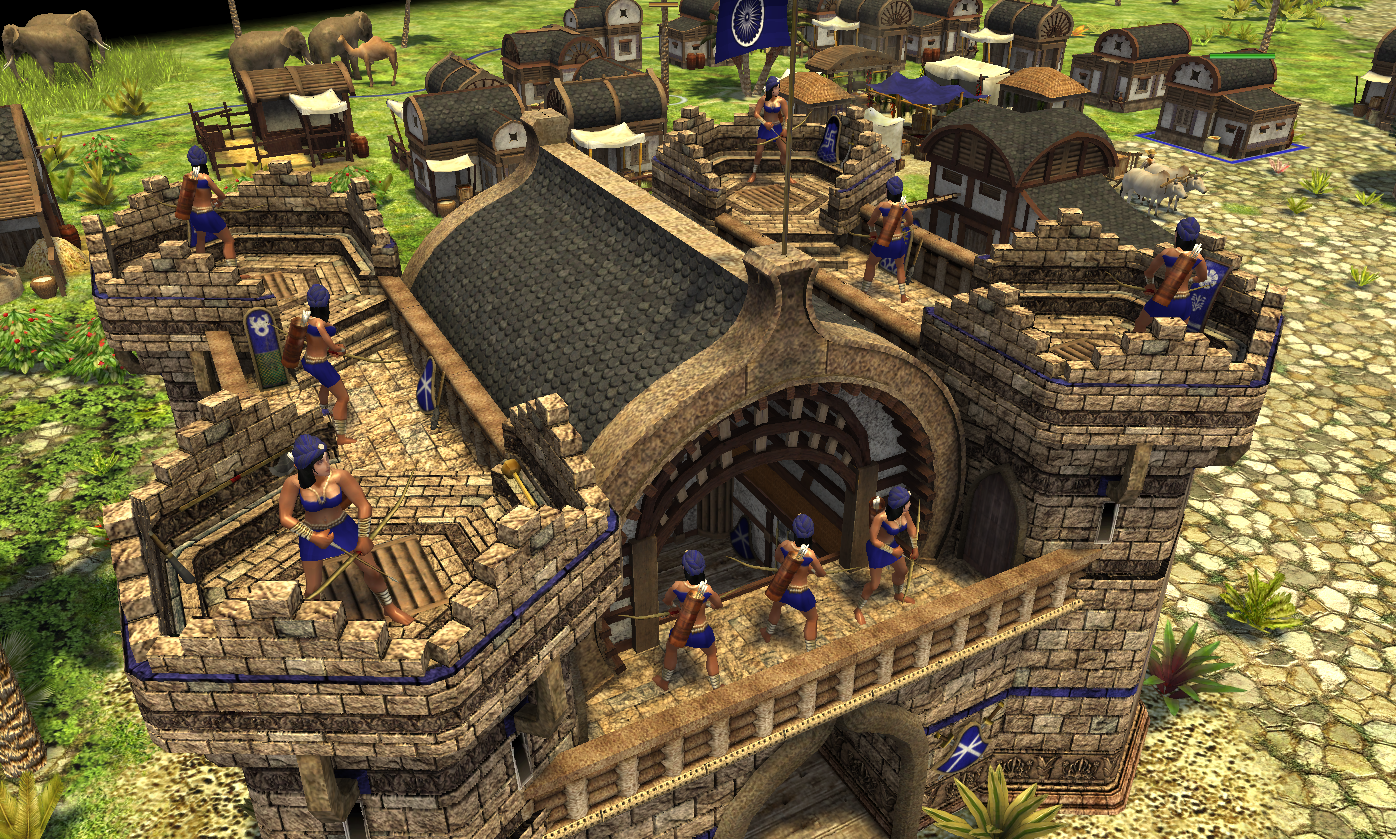

## روابط خارجية
- الموقع الرسمي للعبة

0 أي. دي. على موقع Free Software Directory (الإنجليزية)
- 0 أي. دي. على موقع Framasoft (الفرنسية)
- 0 أي. دي. على موقع SourceForge (الإنجليزية)